# فرودگاه بردمن
فرودگاه بُردمن (به انگلیسی: Boardman Airport) یک فرودگاه همگانی است که یک باند فرود آسفالت دارد و طول باند آن ۱۲۸۰ متر است. این فرودگاه در کشور ایالات متحده آمریکا قرار دارد و در ارتفاع ۱۲۰٫۷ متری از سطح دریا واقع شده‌است.